# Стационе ди Монте Антико (Гросето)
Стационе ди Монте Антико је насеље у Италији у округу Гросето, региону Тоскана.
Према процени из 2011. у насељу је живело 20 становника. Насеље се налази на надморској висини од 78 м.